# 鹽寮漁港
鹽寮漁港，又稱橄仔樹腳港，是一座位於花蓮縣壽豐鄉的第二類漁港。隸屬於花蓮區漁會，為花蓮縣僅有的三座漁港之一。

## 沿革
該港位居壽豐鄉鹽寮村橄子樹腳，往北距花蓮漁港約20公里，海岸呈小弧海灣之狀態，北側有淺礁散布，當地民眾早期有興建簡易的船澳，漁產以龍蝦為主。
1991年第一期工程完成北防波堤250公尺、隔年進行第二期東堤100公尺修築，工程經費新台幣1億多元。1994年鹽寮漁港正式完工，以容納20噸以下漁船150艘以及20-50噸漁船40艘為目標，港澳北方有海濱公園供遊客休憩用。卻因長年受東北季風與颱風侵襲，北側常有漂砂淤積、南側則受到嚴重侵蝕，海岸線每年以2至5公尺退縮，又因設計不良，正對浪頭導致港澳內風浪太大不適合停靠，僅有三艘漁筏設籍，大部分漁民則使用膠筏並放置於高處，至今未有一艘漁船停泊過。
自2018年起，鹽寮漁港即被漁業署列為低度使用之二類港，不予補助經費修繕港內設施。
2020年，花蓮縣政府委託國立臺灣海洋大學針對鹽寮漁港及周邊環境進行研究調查（「花蓮縣鹽寮漁港海域監測暨補償方式評估計畫」），希望能找出方案解決鹽寮漁港之低使用問題，而海洋大學也提出建置離岸堤或短突堤等五項規劃方案供縣府參考。
2010年代後，由於漁港北側漂砂淤積成大面積沙灘，部分業者引進沙灘車招攬遊客，並利用當地聚會所作為營業據點，引起當地居民不滿。該地因人煙稀少無光害的特點也讓鹽寮漁港成為觀星的景點，漁港北側防波堤則被認為是阻擋漂沙而導致磯崎海水浴場沙灘消失的主因。

## 設施
北南側各有堤防250、100公尺，有一條碼頭。原本北側有公園和涼亭，後遭漂砂掩埋。
海洋委員會海巡署東部分署於鹽寮地區設有一座安檢所，名為鹽寮漁港安檢所，隸屬於岸巡八二大隊。
漁港入口處擺有一艘退役緝私船「關達號」，為中華民國首艘國造緝私艇。